# Thamnophis lineri
Thamnophis lineri är en ormart som beskrevs av Rossman och Burbrink 2005. Thamnophis lineri ingår i släktet strumpebandssnokar, och familjen snokar. Inga underarter finns listade i Catalogue of Life.
Denna orm förekommer i Mexiko i delstaten Oaxaca. Exemplar hittades i bergstrakter vid cirka 2800 meter över havet. De upptäcktes i skogar med ekar och tallar. Honor lägger inga ägg utan föder levande ungar.